# Eric Lopez
Eric Lopez es un actor de voz estadounidense.

## Vida y carrera
Lopez nació en Kingman, Arizona, de padres mexicanos. Desde 2008, ha obtenido múltiples papeles en actuación, principalmente como actor de voz, entre ellos Blue Beetle en Young Justice y Bumblebee Man en Los Simpsons. Sucedió a Hank Azaria en este último tras las protestas de George Floyd.

## Filmografía

### Películas
| Año  | Título                 | Papel                                     | Notas                   | Fuente      |
| ---- | ---------------------- | ----------------------------------------- | ----------------------- | ----------- |
| 2008 | Roadside Romeo         | Mohammed                                  | Sin acreditar           |             |
| 2010 | Alpha and Omega        | Can-do (voz)                              |                         | [ 3 ]       |
| 2011 | Twinkle Toes           | Jordan, Delivery Guy, Seth (voz)          | Directamente para video | [ 3 ]       |
| 2012 | The Outback            | The Wild Bushman, Bill, Merlin            |                         | [ 3 ]       |
| 2012 | The Reef 2: High Tide  | Hector (voz)                              | Directamente para video | [ 3 ]       |
| 2014 | Jungle Shuffle         | Artex (voz)                               |                         | [ 3 ]       |
| 2015 | Krampus                | Elfos oscuros                             | Sin acreditar           | [ 3 ]       |
| 2018 | Charming               | Voces adicionales                         |                         |             |
| 2022 | Catwoman: Hunted       | Domino, Guardia de Leviathan, Valet (voz) | Directamente para video | [ 3 ]       |
| 2023 | Legion of Super-Heroes | Cosmic Boy, Chemical King (voz)           | Directamente para video | [ 4 ] [ 3 ] |

### Televisión
| Año                  | Título                          | Papel | Notas                                  | Fuente |
| -------------------- | ------------------------------- | --- | -------------------------------------- | ------ |
| 2009                 | The Spectacular Spider-Man      | Mark Allan / Molten Man (voz)                                                                                     | Recurrente                             | [ 3 ]  |
| 2012–2013; 2019–2022 | Young Justice                   | Jaime Reyes / Blue Beetle, Ilusión de Billy Batson (vo)                                                           | Recurrente                             | [ 3 ]  |
| 2013                 | Mad                             | Hikaru Sulu, Green Arrow (voz)                                                                                    | Episodio: "Star Blecch Into Dumbness"  |        |
| 2014–2016            | Star Wars Rebels                | Oleg (voz) | 2 episodios                            | [ 3 ]  |
| 2018                 | Spirit Riding Free              | Fito, Hank McWane, Vendedor de globos (voz)                                                                       | Recurrente                             | [ 3 ]  |
| 2019                 | Costume Quest                   | Gordon Carver, Dog Walker Doyle, Real Cop, Snake Monster, Grubbin, Elderly Man, Seuss Monster, Gtubin Seuss (voz) | Protagonista                           | [ 3 ]  |
| 2019–2022            | Víctor y Valentino              | Gustavo (voz) | 4 episodios                            | [ 3 ]  |
| 2019                 | Seis Manos                      | Piojo (voz) | 4 episodios                            | [ 5 ]  |
| 2019                 | Spider-Man                      | Joseph Rockwell (voz)                                                                                             | Episodio: "The Road to Goblin War"     | [ 3 ]  |
| 2019                 | My Hero Academia                | Yu Hojo (voz) | Doblaje en inglés                      | [ 3 ]  |
| 2020                 | Glitch Techs                    | Varias voces | Recurrente                             | [ 3 ]  |
| 2020                 | The Boss Baby: Back in Business | Hermano Menor CEO Baby (voz)                                                                                      | Protagonista                           | [ 3 ]  |
| 2020–presente        | Los Simpson                     | Bumblebee Man (voz)                                                                                               | Recurrente; reemplaza a Hank Azaria    | [ 3 ]  |
| 2020–2022            | Trolls: TrollsTopia             | Gust Tumbleweed, Slim Stuck'Em (voz)                                                                              | Protagonista                           | [ 3 ]  |
| 2020–2022            | Madagascar: A Little Wild       | Carlos (voz) | Protagonista                           | [ 3 ]  |
| 2021                 | DC Super Hero Girls             | Diego Dorrance / Bane (voz)                                                                                       | Episodio: "#AcceptNoSubstitute"        | [ 3 ]  |
| 2021                 | La casa de muñecas de Gabby     | Pete, Santa (voz)                                                                                                 | 3 episodios                            | [ 3 ]  |
| 2022                 | Santiago de los mares           | Sir Butterscotch (voz)                                                                                            | Recurrente; reemplaza a John Leguizamo | [ 3 ]  |
| 2022                 | Super Giant Robot Brothers      | Shiny (voz) | Protagonista                           | [ 3 ]  |
| 2023                 | The Loud House                  | Pablo (voz) | Episodio: "Tough Guise"                |        |

### Videojuegos
| Año  | Título                                       | Papel                                                     | Notas                        | Fuente |
| ---- | -------------------------------------------- | --------------------------------------------------------- | ---------------------------- | ------ |
| 2004 | World of Warcraft                            | Voces adicionales                                         |                              |        |
| 2009 | Infamous                                     | Civil masculino                                           |                              |        |
| 2010 | White Knight Chronicles                      | Soldados Toad                                             | Doblaje en inglés            | [ 3 ]  |
| 2011 | Killzone 3                                   | Soldados de ISA                                           |                              | [ 3 ]  |
| 2011 | Call of Juarez: The Cartel                   | Jesus Mendoza                                             |                              | [ 3 ]  |
| 2011 | El Señor de los Anillos: la guerra del norte | Señor de los Nazgûl                                       |                              |        |
| 2013 | Army of Two: The Devil's Cartel              | Voces adicionales                                         |                              |        |
| 2013 | Batman: Arkham Origins                       | Maleante del grupo de Bane                                |                              |        |
| 2013 | Young Justice: Legacy                        | Bane, Blue Beetle                                         |                              | [ 3 ]  |
| 2013 | Lightning Returns: Final Fantasy XIII        | Voces adicionales                                         |                              |        |
| 2014 | How to Train Your Dragon 2                   | Hipo, Patapez                                             |                              |        |
| 2014 | La Tierra Media: sombras de Mordor           | Orcos Nemessis                                            |                              |        |
| 2015 | Battlefield Hardline                         | Voces adicionales                                         |                              | [ 3 ]  |
| 2015 | Infinite Crisis                              | Blue Beetle                                               |                              |        |
| 2015 | Fallout 4                                    | Sr. Washington                                            |                              | [ 3 ]  |
| 2016 | Uncharted 4: el desenlace del ladrón         | Voces adicionales                                         |                              | [ 3 ]  |
| 2016 | Gears of War 4                               | Anvil Gate Gear                                           |                              | [ 3 ]  |
| 2016 | Call of Duty: Infinite Warfare               | Voces adicionales                                         | Acreditado como Eric M Lopez |        |
| 2018 | Spider-Man                                   | Voces adicionales                                         |                              | [ 3 ]  |
| 2018 | Fallout 76                                   | Jesus Sunday, Miguel Caldera, Saboteur, voces adicionales |                              |        |
| 2019 | Gears 5                                      | Soldado de COG, Guardia de Onyx                           |                              |        |
| 2019 | Rage 2                                       |                                                           |                              |        |
| 2020 | Final Fantasy VII Remake                     | Voces adicionales                                         |                              |        |
| 2020 | Spider-Man: Miles Morales                    | Criminales callejeros                                     |                              | [ 3 ]  |

### Audiolibros
| Año  | Título             | Papel                                |
| ---- | ------------------ | ------------------------------------ |
| 2015 | Rain of the Ghosts | Ramon Hernandez, Little Harry Eiling |